# Kokonoe
Kokonoe (九重町?) è una cittadina giapponese della prefettura di Ōita.
Nel territorio cittadino si trova il ponte sospeso Kokonoe Yume che ha incrementato notevolmente il numero di turisti nella città dal 2006.